# Herbert Götzinger
Herbert Götzinger (* 25. Februar 1928 in Düsseldorf; † 24. Januar 1976 ebenda) war ein deutscher Holzschneider, Objektkünstler und Düsseldorfer Original.

## Leben und Werk
Herbert Götzinger studierte von 1946 bis 1951 an der Kunstakademie Düsseldorf bei Werner Heuser und Otto Pankok. Götzingers erste Werke waren Holzschnitte und andere gegenständliche Arbeiten. 1948 wurden seine Werke in dem von Otto Pankok herausgegebenen Buch „Deutsche Holzschneider“ veröffentlicht. 1953 trat der Künstler der Gruppe 53 bei. Von 1956 bis 1973 unternahm Götzinger Reisen nach Italien, in die Schweiz, die Niederlande und nach Belgien. In dieser Zeit entstanden die ersten abstrakten Kunstwerke. Ab 1964 entwickelte Götzinger die „Atims“. Mit diesem, von ihm erfundenen Kunstwort bezeichnete er seine dreidimensionalen Materialcollagen aus Abfall, Draht und Metallplatten. Auf der Suche nach geeigneten Materialien durchsuchte er alte Werkstätten und Abraumhalden. Götzinger war ein auffällig kräftiger Mann, der mit Rauschebart und Melone durch die Düsseldorfer Altstadt zog und mit besonderer Gestik den Passanten Merksprüche vortrug. Auch in Gerresheim, dem Stadtteil, in dem Götzinger geboren worden war, wurde das Düsseldorfer Original oft gesehen. Dort, an der Glashüttenstraße, betrieb Carmen, ein ehemaliges Otto-Pankok-Modell, ein der Bevölkerung suspektes Lokal, in dem sich Schriftsteller und Künstler trafen, darunter Bert Gerresheim und Karlhans Frank. Zwischen 1966 und 1975 folgten weitere Studienreisen nach Spanien und Griechenland sowie in die ČSSR. 1976 starb Herbert Götzinger 47-jährig an einem Aneurysma.

## Ausstellungen (Auswahl)
- 1954: Kunstverein Gelsenkirchen
- 1980: Kunstverein Düsseldorf
- 2003: Museum der Stadt Ratingen, im Rahmen einer Retrospektive zur Gruppe 53